# Castelo de Possenhofen

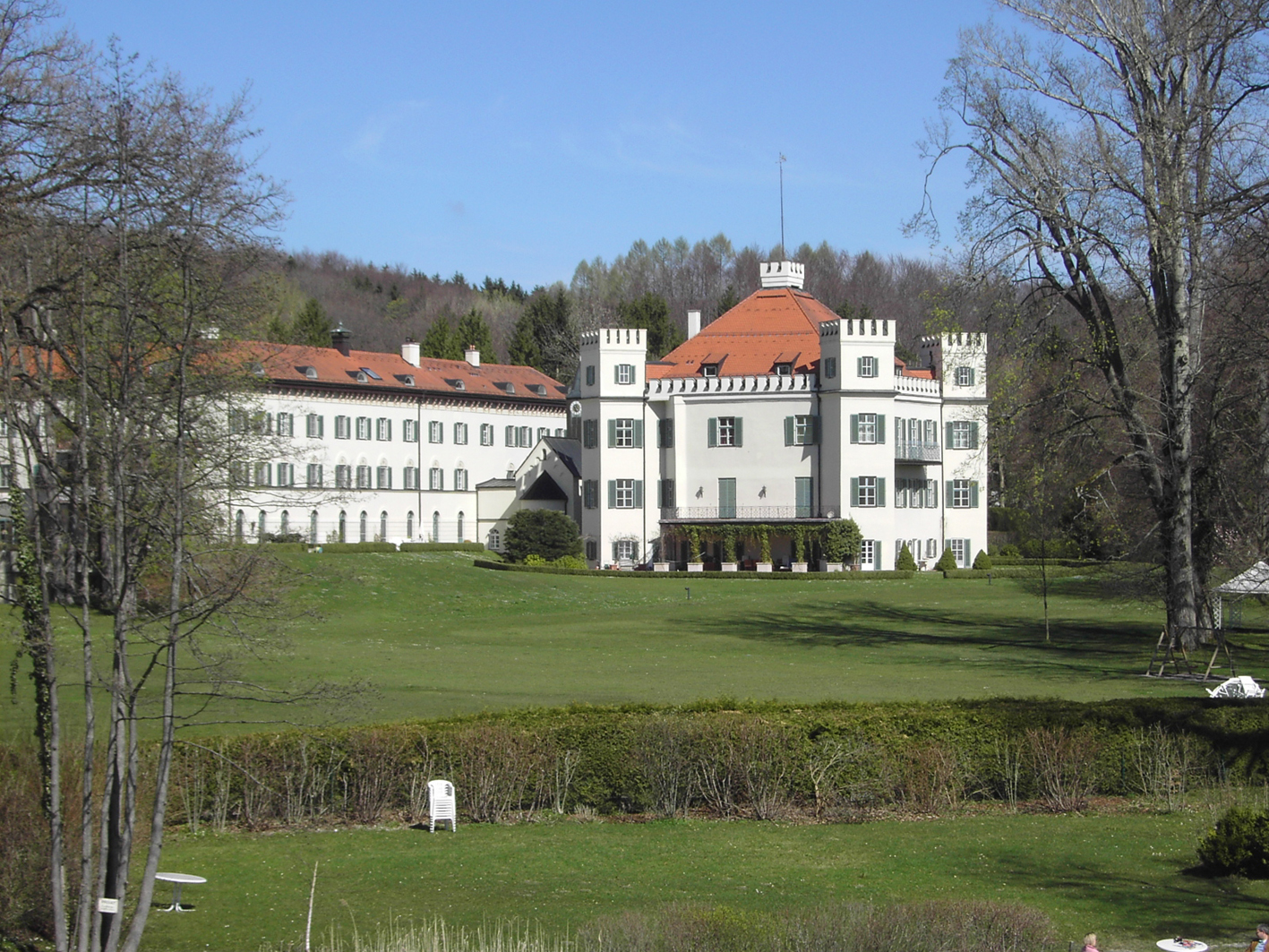
O Castelo de Possenhofen, Alemanha, visto a partir do lago.

O Castelo de Possenhofen (em língua alemã, Schloss Possenhofen) é um palácio que se localiza na costa oeste do Lago Starnberger, no bairro de Possenhofen, município de Pöcking, Baviera, na Alemanha.

## História
Foi erguido, em 1536, por Jakob Rosenbusch. Destruído durante a Guerra dos Trinta Anos, foi reconstruído posteriormente.
Foi propriedade de várias pessoas até ser adquirido, em 1834, por Maximiliano, duque na Baviera, o pai da imperatriz Isabel da Áustria, conhecida por "Sissi". Por essa razão, o palácio é melhor conhecido por ser o lugar de nascimento e o refúgio favorito de Sissi.
O imóvel foi abandonado depois de 1920, tendo sido utilizado posteriormente como creche, hospital e mesmo como oficina de reparação de motocicletas.
Mais recentemente, durante a década de 1980, sofreu intervenções de restauro. Hoje o Castelo é uma residência privada que abriga apartamentos de luxo e não é aberta ao público.